# Rebellion R13
El Rebellion R13 es un sport prototipo de monocasco cerrado construido por el constructor francés Oreca para el equipo suizo Rebellion Racing. Es la versión mejorada del Oreca 07, creado para competir en la clase LMP1. Más adelante, Alpine le cambiaría el nombre a Alpine A480 para competir en la nueva clase Hypercar en 2021. 

## Alpine A480
El 10 de septiembre de 2020, la revista francesa Auto Hebdo informó que el equipo Signatech Alpine que compitió en LMP2 durante la temporada 2019-20 del WEC pasaría a la nueva clase Le Mans Hypercar en 2021 con un R13 rebautizado, con el acuerdo de que las reglas en la temporada inicial de los Hypercars incluirían un permiso para volver a homologar los automóviles LMP1 no híbridos. La noticia fue confirmada por Alpine el 12 de septiembre. El 21 de enero de 2021, se publicó la lista de inscritos para la temporada 2021 del Campeonato Mundial de Resistencia de la FIA, donde se confirmó la inscripción y se hizo oficial el cambio de nombre del automóvil a Alpine A480, con André Negrão como uno de los pilotos. El resto de la alineación se anunció el 26 de enero, con Nicolas Lapierre y Matthieu Vaxivière uniéndose a Negrão.
Las reglas iniciales de los LMH tenían como objetivo un rendimiento significativamente más bajo que los LMP1 de 2020, siendo alrededor de diez segundos más lentos a una vuelta en el Circuito de la Sarthe, lo que hizo que los antiguos LMP1 hicieran cambios significativos para lograr la homologación. Estos incluyeron:
- Acuerdo para usar un solo kit aerodinámico, el "kit de baja carga aerodinámica" centrado en Le Mans, en todos los circuitos durante la temporada, un cambio de las reglas LMP1 y la práctica de mezclar kits de alta y baja carga aerodinámica según corresponda a los circuitos.

- Participación en el nuevo sistema de Balance of Performance (BoP) de la clase Hypercar para garantizar la paridad entre los participantes de la clase. El BoP se fijó en tiempos de vuelta objetivos significativamente más bajos y, por lo tanto, tuvo un gran impacto en el Alpine A480 construido originalmente para cumplir con las especificaciones más altas de los LMP1 y no diseñado para un conjunto de reglas de BoP.

Además, mientras que los cambios en el tanque de combustible no fueron necesarios para cumplir con la homologación, la capacidad de combustible dentro del chasis se diseñó originalmente en torno al conjunto de reglas LMP2 (75 litros). Sin embargo, las reglas de los Hypercar se diseñaron en torno a períodos de 12 vueltas para las 24 Horas de Le Mans. Una vez que se realizaron los cambios para los LMP1 y luego de la exención, el consumo de combustible del automóvil no permitiría estos períodos de combustible de 12 vueltas con un tanque de 75 litros; y en la era Rebellion de este automóvil, logró solo 11 vueltas, incluso siendo el más liviano de los LMP1. Para el LMH, el límite de abastecimiento de combustible de BoP para el A480 se estableció para permitir 12 vueltas, pero no fue posible ajustar físicamente esta asignación en el tanque más pequeño, y Oreca no pudo encontrar una solución compatible con la homologación a tiempo para la carrera inaugural en Spa, donde la desventaja fue suficiente para agregar una parada de combustible adicional en comparación con Toyota.

## Historia

### Temporada 2018-19
El Rebellion R13 debutó en el Campeonato Mundial de Resistencia de la FIA durante la Súper Temporada. A lo largo de la temporada logró la victoria y la vuelta más rápida en las 6 Horas de Silverstone de 2018, en la cual logró el 1-2 gracias a la descalificación de los dos Toyotas. Además consiguió podios en las dos carreras celebradas en Spa, en Fuji y en las 24 Horas de Le Mans de 2018, para sumar un total de seis podios en su temporada debut. Rebellion terminó en segundo lugar en el campeonato mundial de resistencia en la categoría LMP1 con 134 puntos, siendo el mejor de los autos no híbridos.

### Temporada 2019-20
Para la temporada 2019-20, Rebellion redujo su equipo a un solo automobil; el N.º 1 conducido por Gustavo Menezes, Norman Nato y Bruno Senna, con un segundo automobil apareciendo en determinadas carreras. Esto más tarde se traduciría en un segundo R13, el N.º 3, que apareció en las 4 Horas de Silverstone de 2019, donde terminó tercero y en las 24 Horas de Le Mans de 2020, donde terminó cuarto, aunque esos resultados no contarían para el campeonato porque solo el N.º 1 era elegible para puntuar.
Para esa temporada, el WEC introdujo un sistema de lastre, que ralentizaba el rendimiento de los coches según sus resultados en el campeonato, con el objetivo de igualar el rendimiento de los coches no híbridos, el R13 y el Ginetta G60-LT-P1, con la del Toyota TS050 Hybrid. Este sistema permitió que el R13 fuera más competitivo que el TS050, y el Rebellion N.º 1 obtendría 2 victorias durante la temporada en Shanghái y en Austin. En Shanghái, Rebellion también se convirtió en el primer equipo privado en obtener una pole position en la general en la historia del WEC, siendo esa también la primera de las 4 pole position consecutivas que el R13 obtendría durante la temporada, con el resto en Baréin, Austin, y Spa. El R13 también marcaría tres vueltas rápidas durante la temporada, en Austin, y Spa. y Le Mans. Rebellion se saltaría el final de temporada en Baréin después de que Toyota consiguiera el título de equipos de LMP1 en Le Mans, finalizando segundo con 145 puntos y logrando podios en las 7 rondas de la temporada en la que había formado parte.

### Temporada 2021
Antes de las sesiones formales de prueba de pretemporada para los participantes registrados en 2021 (conocido como el "Prólogo" en el WEC), el Balance de Performance inicial para el peso del A480 se incrementó a 930 kg (desde los 824 kg del LMP1) y se redujo su potencia máxima de salida. a 610 caballos de fuerza (450 kilovatios). La gran penalización de peso fue necesaria para la paridad con el Toyota GR010 Hybrid, más pesado pero más potente.
Durante la temporada 2021, Alpine logró sumar podios en las seis carreras, al mismo tiempo que obtuvo la pole position y la vuelta más rápida en las 8 Horas de Portimão, consiguierón 128 puntos y terminaron segundos en la categoría Hypercar del Campeonato Mundial de Resistencia, sin superar nunca el déficit de duración causado por su tanque de combustible más pequeño. Nicolas Lapierre, André Negrão y Matthieu Vaxivière terminaron terceros en el campeonato mundial de pilotos de la categoría Hypercar con la misma cantidad de puntos.

### Temporada 2022
El 16 de febrero de 2022, Alpine anunció que el A480 completaría una segunda y última temporada con la misma alineación que la temporada anterior, con los franceses Nicolas Lapierre y Matthieu Vaxivière y el brasileño André Negrão. En la primera carrera de la temporada en Sebring, el Alpine N.º 36 consiguió la pole al imponerse al Glickenhaus N.º 708 por 1.3 segundos. Al día siguiente, el N.º 36 domino de principio a fin, logrando la victoria, la primera como el Alpine A480 y también la primera en la categoría Hypercar. El 29 de septiembre de 2022, tras la revelación de los inscritos oficiales a la temporada 2023 del certamen, Alpine confirmó que no participará esta vez en la clase mayor para enfocarse en el desarrollo de su LMDh para la temporada 2024, compitiendo el año que viene en la clase LMP2.

## Resultados

### Campeonato Mundial de Resistencia de la FIA
(Clave) (negrita indica pole position) (cursiva indica vuelta rápida)

| Año     | Escudería         | Clase    | Pilotos            | N.º | Rondas | Rondas | Rondas | Rondas | Rondas | Rondas | Rondas | Rondas | Puntos | Pos. CME |
| Año     | Escudería         | Clase    | Pilotos            | N.º | 1      | 2      | 3      | 4      | 5      | 6      | 7      | 8      | Puntos | Pos. CME |
| ------- | ----------------- | -------- | ------------------ | --- | ------ | ------ | ------ | ------ | ------ | ------ | ------ | ------ | ------ | -------- |
| 2018–19 | Rebellion Racing  | LMP1     |                    |     | SPA    | LMS    | SIL    | FUJ    | SHA    | SEB    | SPA    | LMS    | 134    | 2.º      |
| 2018–19 | Rebellion Racing  | LMP1     | Neel Jani          | 1   | DSQ    | 4      | 2      | 3      | 4      | Ret    | 5      | 4      | 134    | 2.º      |
| 2018–19 | Rebellion Racing  | LMP1     | Bruno Senna        | 1   | DSQ    | 4      | WD     | 3      | 4      | Ret    | 5      | 4      | 134    | 2.º      |
| 2018–19 | Rebellion Racing  | LMP1     | André Lotterer     | 1   | DSQ    | 4      | 2      | 3      | 4      |        | 5      | 4      | 134    | 2.º      |
| 2018–19 | Rebellion Racing  | LMP1     | Mathias Beche      | 1   |        |        |        |        |        | Ret    |        |        | 134    | 2.º      |
| 2018–19 | Rebellion Racing  | LMP1     | Thomas Laurent     | 3   | 3      | 3      | 1      | Ret    | 5      | 7      | 2      | 5      | 134    | 2.º      |
| 2018–19 | Rebellion Racing  | LMP1     | Gustavo Menezes    | 3   | 3      | 3      | 1      | Ret    | 5      | 7      | 2      | 5      | 134    | 2.º      |
| 2018–19 | Rebellion Racing  | LMP1     | Mathias Beche      | 3   | 3      | 3      | 1      | Ret    | 5      |        |        |        | 134    | 2.º      |
| 2018–19 | Rebellion Racing  | LMP1     | Nathanaël Berthon  | 3   |        |        |        |        |        | 7      | 2      | 5      | 134    | 2.º      |
| 2019–20 | Rebellion Racing  | LMP1     |                    |     | SIL    | FUJ    | SHA    | BHR    | COA    | SPA    | LMS    | BHR    | 145    | 2.º      |
| 2019–20 | Rebellion Racing  | LMP1     | Gustavo Menezes    | 1   | 9      | 3      | 1      | 3      | 1      | 3      | 2      |        | 145    | 2.º      |
| 2019–20 | Rebellion Racing  | LMP1     | Norman Nato        | 1   | 9      | 3      | 1      | 3      | 1      | 3      | 2      |        | 145    | 2.º      |
| 2019–20 | Rebellion Racing  | LMP1     | Bruno Senna        | 1   | 9      | 3      | 1      | 3      | 1      | 3      | 2      |        | 145    | 2.º      |
| 2019–20 | Rebellion Racing  | LMP1     | Nathanaël Berthon  | 3   | 3      |        |        |        |        |        | 4      |        | 145    | 2.º      |
| 2019–20 | Rebellion Racing  | LMP1     | Pipo Derani        | 3   | 3      |        |        |        |        |        |        |        | 145    | 2.º      |
| 2019–20 | Rebellion Racing  | LMP1     | Loïc Duval         | 3   | 3      |        |        |        |        |        |        |        | 145    | 2.º      |
| 2019–20 | Rebellion Racing  | LMP1     | Louis Delétraz     | 3   |        |        |        |        |        |        | 4      |        | 145    | 2.º      |
| 2019–20 | Rebellion Racing  | LMP1     | Romain Dumas       | 3   |        |        |        |        |        |        | 4      |        | 145    | 2.º      |
| 2021    | Alpine Elf Matmut | Hypercar |                    |     | SPA    | POR    | MNZ    | LMS    | BHR    | BHR    |        |        | 128    | 2.º      |
| 2021    | Alpine Elf Matmut | Hypercar | Nicolas Lapierre   | 36  | 2      | 3      | 2      | 3      | 3      | 3      |        |        | 128    | 2.º      |
| 2021    | Alpine Elf Matmut | Hypercar | André Negrão       | 36  | 2      | 3      | 2      | 3      | 3      | 3      |        |        | 128    | 2.º      |
| 2021    | Alpine Elf Matmut | Hypercar | Matthieu Vaxivière | 36  | 2      | 3      | 2      | 3      | 3      | 3      |        |        | 128    | 2.º      |
| 2022    | Alpine Elf Team   | Hypercar |                    |     | SEB    | SPA    | LMS    | MNZ    | FUJ    | BHR    |        |        | 144    | 2.º      |
| 2022    | Alpine Elf Team   | Hypercar | Nicolas Lapierre   | 36  | 1      | 2      | 23     | 1      | 3      | 3      |        |        | 144    | 2.º      |
| 2022    | Alpine Elf Team   | Hypercar | André Negrão       | 36  | 1      | 2      | 23     | 1      | 3      | 3      |        |        | 144    | 2.º      |
| 2022    | Alpine Elf Team   | Hypercar | Matthieu Vaxivière | 36  | 1      | 2      | 23     | 1      | 3      | 3      |        |        | 144    | 2.º      |